# Zak O'Sullivan
Zak O'Sullivan (Cheltenham, 6 febbraio 2005) è un pilota automobilistico britannico con origini irlandesi, vincitore nel 2021 del Campionato GB3.
Dal 2022 è membro della Williams Driver Academy, con il team britannico ha preso parte alle prove libere Gran Premio di Abu Dhabi 2023

## Carriera

### Kart
O'Sullivan inizia la sua carriera nel karting professionistico nel 2015, gareggiando per la prima volta nel campionato nazionale Super 1. Il suo primo successo arriva solo un anno dopo, vincendo il MSA Kartmasters British Grand Prix. O'Sullivan nel 2018 e collezionando il suo miglior risultato internazionale nel karting finendo secondo nel campionato tedesco di karting nella classe junior. Nello stesso anno fa la sua prima e unica apparizione nel Campionato del Mondo Karting.

### Formule minori
Nel 2019 O'Sullivan debutta in monoposto correndo nel Campionato Ginetta Junior con il team Douglas Motorsport. Nelle prime dieci gare della stagione conquista cinque podi, a metà stagione cambia team, passa alla R Racing con cui vince tre gare. Chiude la stagione secondo nella classifica generale e primo tra gli esordienti.
Nel 2020 entra nel team Carlin per correre nella Formula 4 britannica. Conquista dieci vittorie e tre pole position. All'ultima gara della stagione, O'Sullivan giunge primo ed è inizialmente incoronato campione, ma essendo la gara terminata anzitempo a causa di una bandiera rossa senza aver completato il numero di giri necessari per il punteggio pieno, vengono assegnati solo metà punti; per questo O'Sullivan retrocede secondo dietro Luke Browning per soli tre punti.

### Campionato GB3 e F3

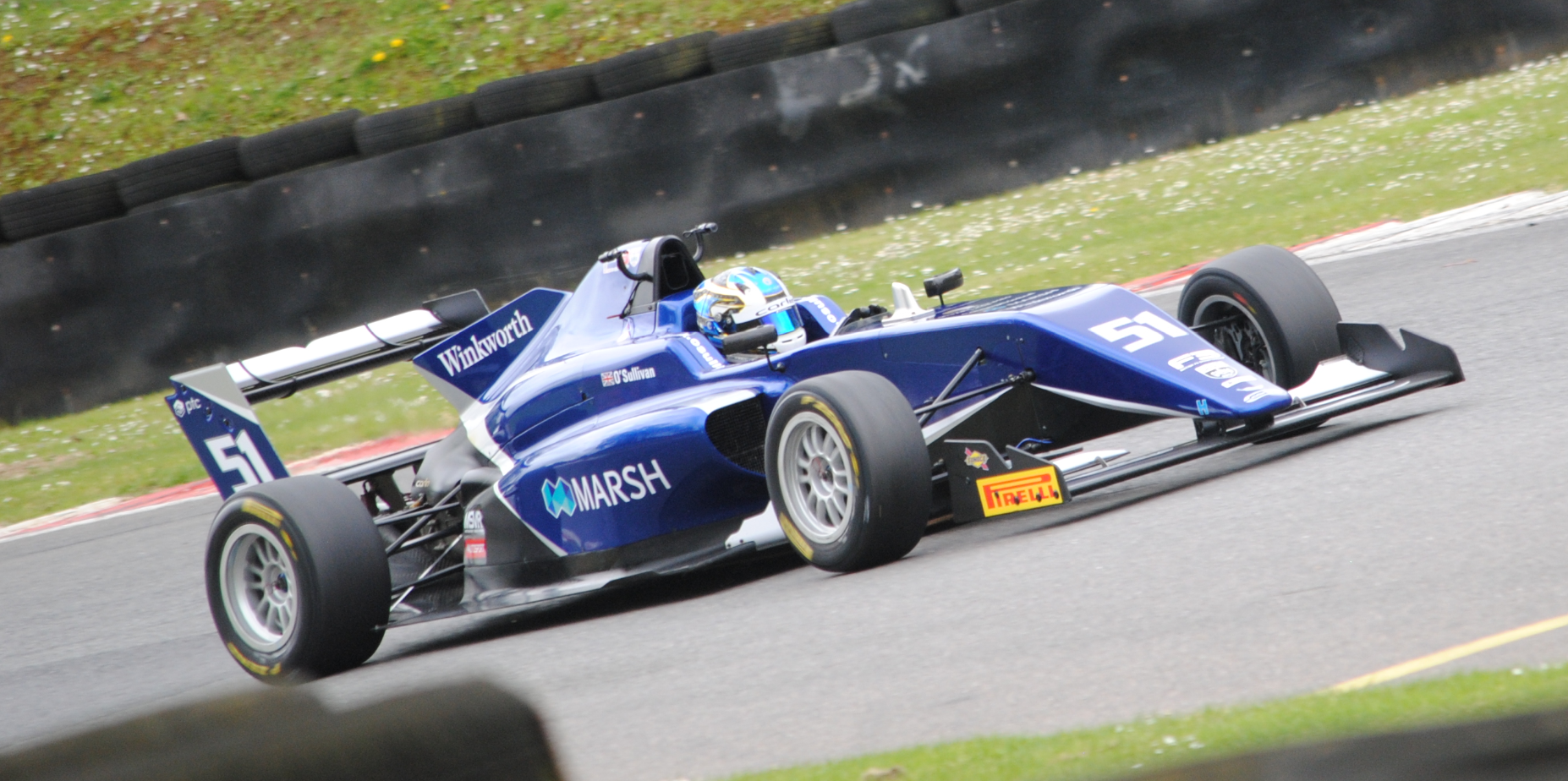
O'Sullivan nel 2021 con il team Carlin

Nel 2021 continua con il team Carlin, passando al Campionato GB3. La sua prima vittoria nella serie arriva nella seconda gara stagionale a Brands Hatch, conquistando un vantaggio iniziale in classifica. Un paio di vittorie di Reece Ushijima al round successivo rosicano il vantaggio del britannico, che ritorna alla vittoria a Donington Park. O'Sullivan aumenta il suo vantaggio finendo secondo due volte a Spa-Francorchamps e nelle gare di Snetterton, e torna a vincere nella gara a griglia invertita di Silverstone. Con la pole a Donington Park il pilota britannico si assicura il campionato con tre gare in anticipo.

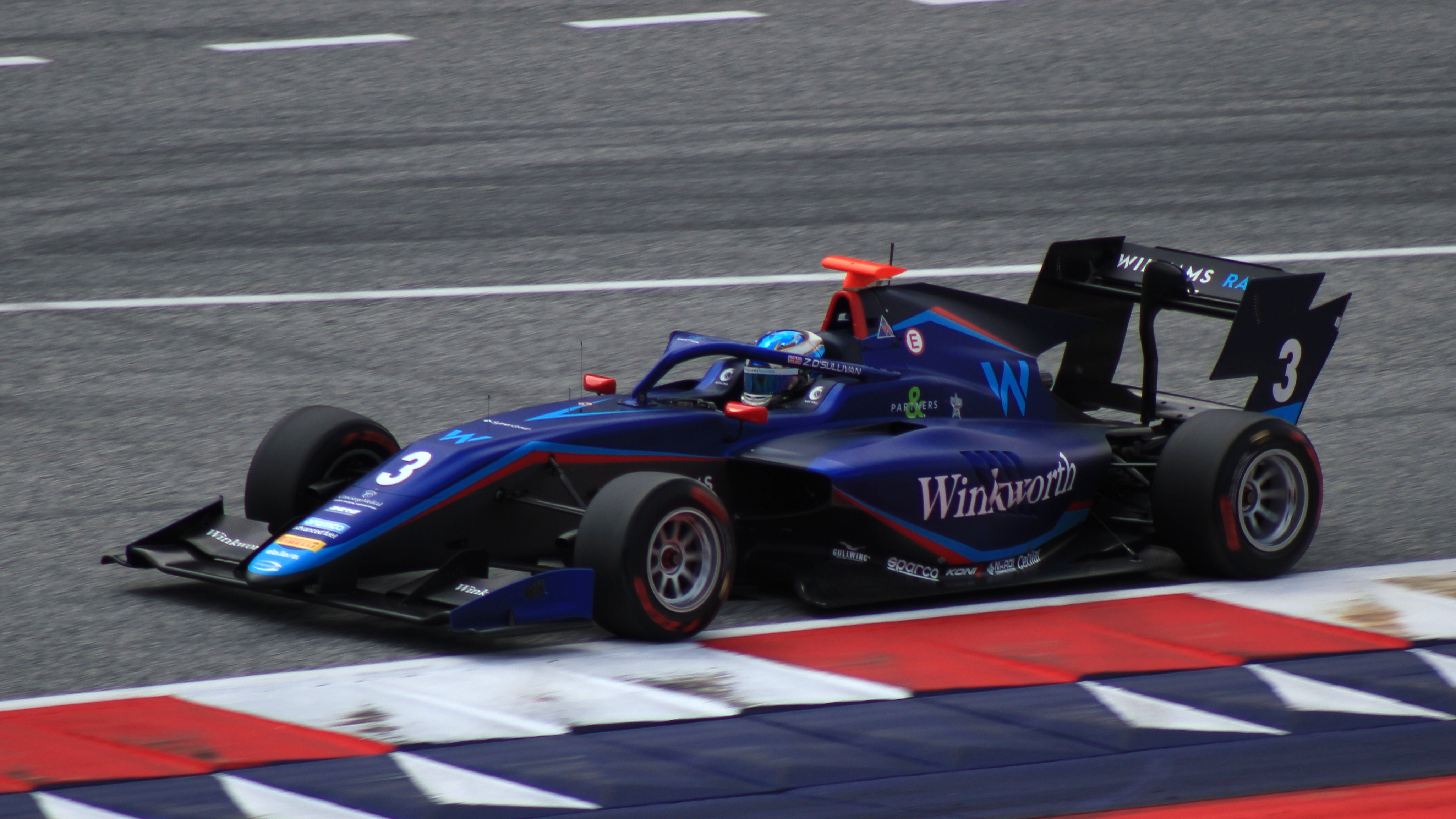
Zak O'Sullivan alla guida della Dallara F3 2019

Nel novembre del 2021 sempre con il team Carlin partecipa ai test collettivi post stagionali del campionato di Formula 3 sul Circuito di Valencia. Il 4 febbraio viene ufficializzato il passaggio di O'Sullivan nella Formula 3 con il team Carlin con cui corre dal 2020. Durante la stagione ottiene due podi e una Pole position, chiudendo undicesimo in classifica.
Per la stagione 2023, O'Sullivan continua nella Formula 3 ma passa al team Prema Racing, con Paul Aron e Dino Beganovic come compagni di squadra. Nella gara-1 dell'Albert Park arriva secondo al traguardo, ma il primo classificato, Franco Colapinto, viene squalificato e O'Sullivan eredita la vittoria, torna alla vittoria nella prima corsa sul Circuito di Catalogna, arrivando davanti al connazionale Luke Browning e all'italiano Leonardo Fornaroli. Il britannico ottiene altre due vittorie, la prima al Red Bull Ring davanti a Gabriel Bortoleto e la seconda all'Hungaroring davanti a Dino Beganovic. Chiude il campionato in seconda posizione, con 4 vittorie e 5 podi, dietro al solo Bortoleto.

### Formula 2

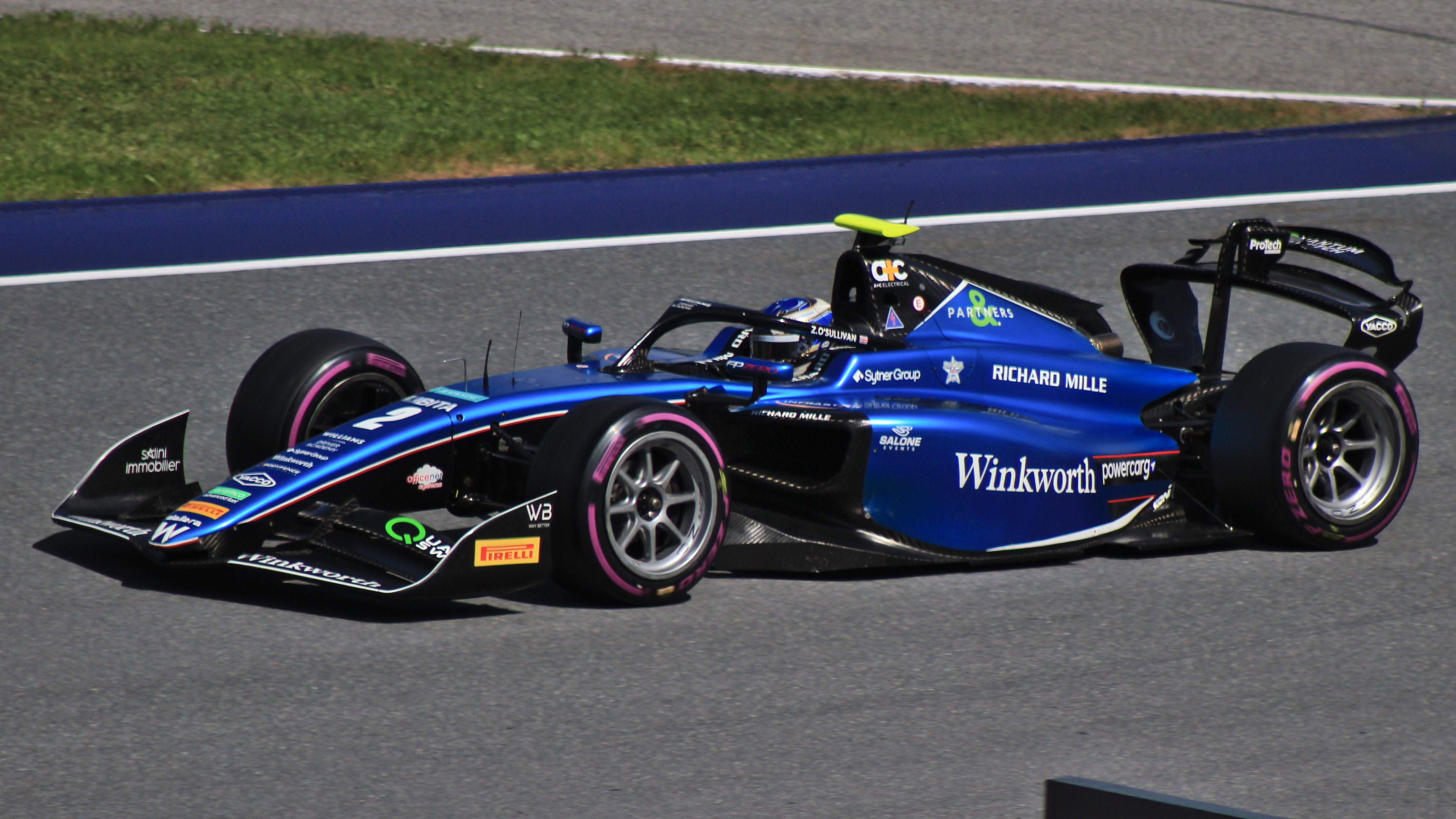
Zak O'Sullivan nel 2024 durante la stagione di F2.

Dopo l'ottima stagione in Formula 3, nel 2024 passa alla Formula 2 con il team ART Grand Prix. Nella Feature Race di Montecarlo ottiene la sua prima vittoria nella serie grazie a una strategia rischiosa ma efficace. La sua seconda vittoria arriva nella Sprint Race di Spa davanti a Dennis Hauger e Richard Verschoor. Dopo undici round, il britannico annuncia che non concluderà la stagione di F2 per problemi finanziari. 

### Formula 1
Grazie all'ottima stagione in GB3 nel 2021 vince il prestigioso premio britannico Autosport BRDC Award, avendo così la possibilità di scendere in pista con una vettura di Formula 1 del team Aston Martin. Nel 2022 O'Sullivan entra nella Driver Academy del team Williams. Il pilota britannico esordisce, alla guida della Williams FW45, durante il primo turno delle prove libere del Gran Premio di Abu Dhabi.

### Super Formula
Per la stagione 2025 passa alla Super Formula correndo per la Toyota nel team Kondo Racing.

## Risultati

### Riassunto della carriera
| Stagione | Serie                     | Team               | Gare | Vittorie | Pole | G/v | Podi | Punti | Pos. |
| -------- | ------------------------- | ------------------ | ---- | -------- | ---- | --- | ---- | ----- | ---- |
| 2019     | Campionato Ginetta Junior | Douglas Motorsport | 10   | 0        | 1    | 1   | 5    | 591   | 2°   |
| 2019     | Campionato Ginetta Junior | R Racing           | 16   | 3        | 3    | 3   | 9    | 591   | 2°   |
| 2020     | Formula 4 britannica      | Carlin             | 26   | 9        | 3    | 4   | 18   | 408.5 | 2°   |
| 2021     | Campionato GB3            | Carlin             | 24   | 7        | 5    | 8   | 41   | 535   | 1°   |
| 2022     | Formula 3                 | Carlin Buzz Racing | 18   | 0        | 1    | 1   | 2    | 54    | 11°  |
| 2023     | Formula 3                 | Prema Racing       | 18   | 4        | 1    | 3   | 5    | 119   | 2°   |
| 2024     | Formula 2                 | ART Grand Prix     | 22   | 2        | 0    | 1   | 2    | 59    | 16°  |

* Stagione in corso.

### Risultati nel Campionato GB3
(legenda) (Le gare in grassetto indicano la pole position) (Le gare in corsivo indicano Gpv)
| Stagione | Team   | 1   | 2   | 3   | 4   | 5   | 6   | 7    | 8    | 9    | 10  | 11  | 12  | 13  | 14  | 15  | 16  | 17  | 18  | 19  | 20  | 21  | 22   | 23   | 24   | Punti | Pos. |
| -------- | ------ | --- | --- | --- | --- | --- | --- | ---- | ---- | ---- | --- | --- | --- | --- | --- | --- | --- | --- | --- | --- | --- | --- | ---- | ---- | ---- | ----- | ---- |
| 2021     | Carlin | BRH | BRH | BRH | SIL | SIL | SIL | DON1 | DON1 | DON1 | SPA | SPA | SPA | SNE | SNE | SNE | SIL | SIL | SIL | OUL | OUL | OUL | DON2 | DON2 | DON2 | 535   | 1º   |
| 2021     | Carlin | 3   | 1   | 7   | 2   | 2   | 9   | 1    | 1    | Rit  | 2   | 2   | 7   | 17  | 2   | 2   | 15  | 4   | 1   | 1   | Rit | 6   | 1    | 1    | 8    | 535   | 1º   |

### Risultati in Formula 3
(legenda) (Le gare in grassetto indicano la pole position) (Le gare in corsivo indicano Gpv)
| Stagione | Team         | 1   | 2   | 3   | 4   | 5   | 6   | 7   | 8   | 9   | 10  | 11  | 12  | 13  | 14  | 15  | 16  | 17  | 18  | Punti | Pos. |
| -------- | ------------ | --- | --- | --- | --- | --- | --- | --- | --- | --- | --- | --- | --- | --- | --- | --- | --- | --- | --- | ----- | ---- |
| 2022     | Carlin       | BHR | BHR | IMO | IMO | CAT | CAT | SIL | SIL | RBR | RBR | HUN | HUN | SPA | SPA | ZAN | ZAN | MNZ | MNZ | 54    | 11°  |
| 2022     | Carlin       | 6   | 18  | Rit | 6   | 18  | 27† | 14  | 2   | 12  | 17  | 18  | 4   | 20  | 13  | 3   | 23  | Rit | 11  | 54    | 11°  |
| 2023     | Prema Racing | BHR | BHR | MEL | MEL | MON | MON | CAT | CAT | RBR | RBR | SIL | SIL | HUN | HUN | SPA | SPA | MNZ | MNZ | 119   | 2º   |
| 2023     | Prema Racing | 12  | 11  | 1   | 5   | 13  | 7   | 1   | 8   | 4   | 1   | 16  | 17  | 23  | 1   | 15  | 12  | 12  | 2   | 119   | 2º   |

### Risultati in Formula 2
(legenda) (Le gare in grassetto indicano la pole position) (Le gare in corsivo indicano Gpv)
| Anno | Team           | 1   | 2   | 3   | 4   | 5   | 6   | 7   | 8   | 9   | 10  | 11  | 12  | 13  | 14  | 15  | 16  | 17  | 18  | 19  | 20  | 21  | 22  | 23  | 24  | 25  | 26  | 27  | 28  | Punti | Pos. |
| ---- | -------------- | --- | --- | --- | --- | --- | --- | --- | --- | --- | --- | --- | --- | --- | --- | --- | --- | --- | --- | --- | --- | --- | --- | --- | --- | --- | --- | --- | --- | ----- | ---- |
| 2024 | ART Grand Prix | BHR | BHR | JED | JED | ALB | ALB | IMO | IMO | MON | MON | CAT | CAT | RBR | RBR | SIL | SIL | HUN | HUN | SPA | SPA | MNZ | MNZ | BAK | BAK | LUS | LUS | YMC | YMC | 59    | 16°  |
| 2024 | ART Grand Prix | 7   | 4   | 16  | Rit | 8   | Rit | 9   | 13  | 10  | 1   | 9   | 15  | 9   | 9   | Rit | 11  | 19  | 14  | 1   | 4   | Rit | 13  |     |     |     |     |     |     | 59    | 16°  |

### Risultati in Formula 1
| 2023 | Scuderia | Vettura |  |  |  |  |  |  |  |  |  |  |  |  |  |  |  |  |  |  |  |  |  |    |  |  | Punti | Pos. |
| ---- | -------- | ------- |  |  |  |  |  |  |  |  |  |  |  |  |  |  |  |  |  |  |  |  |  | -- |  |  | ----- | ---- |
| 2023 | Williams | FW45    |  |  |  |  |  |  |  |  |  |  |  |  |  |  |  |  |  |  |  |  |  | SP |  |  |       |      |

| Legenda | 1º posto     | 2º posto | 3º posto    | A punti         | Senza punti/Non class.  | Grassetto – Pole position Corsivo – Giro più veloce Apice – Risultato Sprint (A punti) |
| Legenda | Squalificato | Ritirato | Non partito | Non qualificato | Solo prove/Terzo pilota | Grassetto – Pole position Corsivo – Giro più veloce Apice – Risultato Sprint (A punti) |

### Risultati in Super Formula
(legenda) (Le gare in grassetto indicano la pole position) (Le gare in corsivo indicano Gpv)
| Anno | Team         | Vettura             | 1   | 2   | 3   | 4   | 5   | 6   | 7   | 8   | 9   | 10  | 11  | 12  | Punti | Pos. |
| ---- | ------------ | ------------------- | --- | --- | --- | --- | --- | --- | --- | --- | --- | --- | --- | --- | ----- | ---- |
| 2025 | Kondo Racing | Dallara SF23-Toyota | SUZ | SUZ | MOT | MOT | AUT | FUJ | FUJ | SUG | FUJ | FUJ | SUZ | SUZ | 12*   |      |
| 2025 | Kondo Racing | Dallara SF23-Toyota | 8   | 22  |     |     |     |     |     |     |     |     |     |     | 12*   |      |

* Stagione in corso.